# ミサイル一覧
ミサイル一覧（ミサイルいちらん）は、ミサイルの一覧を載せていく

## ミサイルの種類
- 対地ミサイル
  - 地対地ミサイル
  - 空対地ミサイル
  - 艦対地ミサイル
  - 潜対地ミサイル
  - 弾道ミサイル
    - 短距離弾道ミサイル
    - 準中距離弾道ミサイル
    - 中距離弾道ミサイル
    - 大陸間弾道ミサイル
    - 陸上発射巡航ミサイル
    - 空中発射弾道ミサイル
    - 水上艦発射弾道ミサイル
    - 潜水艦発射弾道ミサイル

  - 対レーダーミサイル
  - 対戦車ミサイル
- 対空ミサイル
  - 地対空ミサイル
  - 空対空ミサイル
  - 艦対空ミサイル
  - 潜対空ミサイル
  - 弾道弾迎撃ミサイル
  - 対衛星ミサイル

- 対艦ミサイル
  - 地対艦ミサイル
  - 空対艦ミサイル
  - 艦対艦ミサイル
  - 潜対艦ミサイル
  - 対艦弾道ミサイル
- 対潜ミサイル
  - 地対潜ミサイル
  - 空対潜ミサイル
  - 艦対潜ミサイル
  - 潜対潜ミサイル
- 巡航ミサイル
  - 陸上発射巡航ミサイル
  - 空中発射巡航ミサイル
  - 水上艦発射巡航ミサイル
  - 潜水艦発射巡航ミサイル
  - 亜音速巡航ミサイル
  - 超音速巡航ミサイル

## 国別の一覧
- ミサイル一覧 (国別)
  - アメリカ合衆国のミサイル一覧
  - NATOコードネームの一覧 (ミサイル)

## 名称順の一覧
ミサイルの名称を名称順に並べたものである。なお、このリストには正式名称とNATOの識別名称とが異なるなどの理由による重複もある。 
- 0-9 - A - B-G - H-L - M-Q - R - S - T-W - X-Z - カタカナ - 漢字